# АВВ-3,6

АВВ-3,6

АВВ-3,6 — автомобіль-цистерна для перевезення води. Випускався Арзамаським заводом комунального машинобудування і Каспійським машинобудівним заводом з 1970 року на шасі автомобіля ГАЗ-53А. Призначений для підвозу води на вигінні пасовища та інших цілей.
Цистерна — циліндричного перетину, зварна, виготовлена зі сталі, забезпечена хвилерізом, встановлена під кутом 2-4° у бік зливу. Автомобіль обладнаний ротаційним вакуумним насосом з приводом від двигуна автомобіля, шлангом для зливу і забору води і поїльними баняками.

## Технічні характеристики
| Параметр                                    | Параметр                                    | Характеристика | Характеристика |
| ------------------------------------------- | ------------------------------------------- | -------------- | -------------- |
| Геометричний об'єм цистерни, л              | Геометричний об'єм цистерни, л              | 3600           | 3600           |
| Експлуатаційний об'єм цистерни, л           | Експлуатаційний об'єм цистерни, л           | 3550           | 3550           |
| Власна маса автомобіля, кг                  | на передню вісь                             | 1768           | 3682           |
| Власна маса автомобіля, кг                  | на задню вісь                               | 1914           | 3682           |
| Повна маса автомобіля, кг                   | на передню вісь                             | 1810           | 7400           |
| Повна маса автомобіля, кг                   | на задню вісь                               | 5590           | 7400           |
| Власна маса цистерни, кг                    | Власна маса цистерни, кг                    | 575            | 575            |
| Габаритні розміри автомобіля, мм            | довжина                                     | 6400           | 6400           |
| Габаритні розміри автомобіля, мм            | ширина                                      | 2200           | 2200           |
| Габаритні розміри автомобіля, мм            | висота                                      | 2600           | 2600           |
| Габаритні розміри цистерни, мм              | довжина                                     | 3290           | 3290           |
| Габаритні розміри цистерни, мм              | діаметр                                     | 1222           | 1222           |
| Насос                                       | Насос                                       | РВН 40/350     | РВН 40/350     |
| Час наповнення цистерни, хв                 | Час наповнення цистерни, хв                 | 10             | 10             |
| Час зливу цистерни, хв                      | Час зливу цистерни, хв                      | 10             | 10             |
| Число шлангів діаметром 65 мм, довжиною 4 м | Число шлангів діаметром 65 мм, довжиною 4 м | 1              | 1              |
| Число горловин                              | Число горловин                              | 1              | 1              |
| Діаметр горловини, мм                       | Діаметр горловини, мм                       | 392            | 392            |